# Budiš
Budiš é um município da Eslováquia, situado no distrito de Turčianske Teplice, na região de Žilina. Tem 10,28 km² de área e sua população em 2018 foi estimada em 196 habitantes.

## Demografia
| Ano:        | 1994 | 2004   | 2014   | 2024   |
| ----------- | ---- | ------ | ------ | ------ |
| Broj ljudi: | 198  | 211    | 201    | 197    |
| Razlika:    |      | +6,56% | -4,73% | -1,99% |

| Ano:               | 2023 | 2024   |
| ------------------ | ---- | ------ |
| Número de pessoas: | 196  | 197    |
| Diferença:         |      | +0,51% |